# Han, hun og Hamlet
Han, hun og Hamlet (også kendt som Fy og Bi-film 33) er en dansk film fra 1932. Det var Fyrtårnet og Bivognens første film med tale.

## Medvirkende
- Carl Schenstrøm – Fy, havemand på pigeskole
- Harald Madsen – Bi, havemand på pigeskole
- Marguerite Viby – Eva
- Christian Schrøder – Evas far
- Willy Bille – Evas mor
- Hans W. Petersen – Styrmand
- Olga Svendsen – Pigeskolens forstanderinde
- Christian Arhoff – Teaterdirektør
- Erna Schrøder – Primadonna
- Einar Juhl – Regissør
- Jørgen Lund – Skipper
- Arthur Jensen – Kok
- Alex Suhr – Skuespiller
- Henry Nielsen – Sømand
- Johannes Andresen – Sømand
- Solveig Sundborg
- Aage Bendixen – Sømand
- Poul Reichhardt – Sømand
- Bruno Tyron – Sømand
- Asbjørn Andersen – Sømand
- Tove Wallenstrøm – Elev på pigekostskolen
- Emilie Nielsen – Kokkepige
- Else Herbert – En ældre kvinde
- Viggo Wiehe – En ældre mand

## Eksterne Henvisninger
- Han, hun og Hamlet på Internet Movie Database (engelsk)
- Han, hun og Hamlet på Filmdatabasen
- Han, hun og Hamlet på danskefilm.dk
- Han, hun og Hamlet på danskfilmogtv.dk
- Han, hun og Hamlet på The Movie Database (engelsk)
- Han, hun og Hamlet på Filmaffinity (engelsk)